# Can Bigues
Can Bigues és una obra del municipi de Granollers (Vallès Oriental) protegida com a bé cultural d'interès local.

## Descripció
Es tracta d'un edifici d'habitatges amb una paret mitgera i dues façanes alineades a dos carrers, coronades per un ràfec i amb presència d'una coberta plana.
Les obertures, llevat de la porta d'accés, són planes, amb un gran balcó corregut de façana a façana seguint la línia de la cantonada. Els balcons estan sostinguts per grans cartells. A la part de darrere de la casa hi ha un petit pati amb una gran porta d'entrada per als carruatges. A la clau de la porta principal hi ha una gran cartel·la amb un cap de lleó i una conxa.

## Història
El 1715 hi havia a Granollers 337 cases velles i 82 de deshabitades, la qual cosa significa que, tenint en compte que els habitant devies esser uns 2.000, que els límits de la parròquia eren els del municipi, i que la zona emmurallada es tancava per la part sud de la ciutat amb la capella de Sant Cristòfol, aquesta devia esser una casa aïllada en una zona de camps de conreu propera a l'esmentada capella.